# Cryptochloa soderstromii
Cryptochloa soderstromii är en gräsart som beskrevs av Gerrit Davidse. Cryptochloa soderstromii ingår i släktet Cryptochloa, och familjen gräs.
Artens utbredningsområde är Panamá. Inga underarter finns listade i Catalogue of Life.